# 小行星6297
小行星6297（英語：6297）是一颗围绕太阳公转的小行星。1988年11月2日，上田清二、金田宏在钏路市发现了此天体。
这颗小行星的绝对星等为131.1107036735972等。